# Legrand (företag)
Legrand är en fransk industrikoncern i Limoges i Limousin som erbjuder produkter och system för elektriska installationer och informationsnät. Är en av världens största tillverkare av elektriskt produkter. I koncernen finns drygt 39000 anställda och man har försäljning i 180 länder.
I Sverige sker försäljning via elgrossister. Skandinaviska huvudkontoret med lager ligger utanför Köpenhamn i Hvidovre. Lokala kontor finns i Tranås för Sverige och i Helsingfors för Finland.